# Mémorial Alekhine

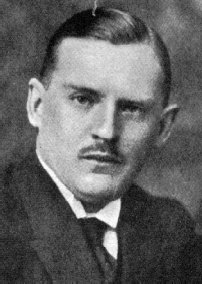
Alexandre Alekhine

Le mémorial Alekhine est une compétition internationale d'échecs organisée pour la première fois en 1946 en la mémoire du champion russe puis français Alexandre Alekhine né en Russie en 1892 et mort au Portugal en 1946. Quatre éditions du tournoi mémorial furent organisées à Moscou en Union soviétique (en 1956, 1971, 1975 et 1992). L'édition de 2013 a été organisée en partie à Paris et en partie à Saint-Pétersbourg. Des tournois opens à la mémoire de Alekhine ont également été organisés à Voronej en Russie.

## Palmarès

### Tournois fermés
| Année | Lieux                       | Vainqueurs (s)                         | Deuxième(s)                         | Troisième(s)                                    | Quatrième(s)                                                                             | Joueurs | Notes                                                       |
| ----- | --------------------------- | -------------------------------------- | ----------------------------------- | ----------------------------------------------- | ---------------------------------------------------------------------------------------- | ------- | ----------------------------------------------------------- |
| 1946  | Rio de Janeiro              | Erich Eliskases                        | Jose Mangini                        | Joao de Souza Walter Cruz                       |                                                                                          | 10      |                                                             |
| 1956  | Budapest                    | Pal Benko Lajos Portisch               |                                     | Bela Sandor                                     | Levente Lengyel Josef Szily                                                              | 14      |                                                             |
| 1956  | Moscou                      | Mikhaïl Botvinnik Vassily Smyslov      |                                     | Mark Taïmanov                                   | Svetozar Gligorić                                                                        | 16      | 5e : Bronstein ; 6e : Najdorf 7e-8e : Kérès et Pachman      |
| 1971  | Moscou                      | Anatoli Karpov Leonid Stein            |                                     | Vassily Smyslov                                 | Tigran Petrossian Vladimir Toukmakov                                                     | 16      | 6e-7e : Spassky et Tal 8e-10e : Bronstein, R. Byrne et Hort |
| 1975  | Moscou                      | Efim Geller                            | Boris Spassky                       | Ratmir Kholmov Viktor Kortchnoï Rafael Vaganian |                                                                                          | 16      | 6e-7e : Hort et Petrossian 8e-9e : Beliavski et Tal         |
| 1986  | Cascais, Portugal           | Vladimir Baguirov                      | Nigel Davies Adrian Mikhaltchichine |                                                 | Juan Bellón                                                                              | 10      |                                                             |
| 1992  | Moscou                      | Boris Guelfand Viswanathan Anand       |                                     | Gata Kamsky                                     | Arthur Youssoupov Valeri Salov Anatoli Karpov                                            | 8       | 7e : Alexeï Chirov 8e: Jan Timman                           |
| 2013  | Paris et Saint- Pétersbourg | Levon Aronian (vainqueur au départage) | Boris Guelfand (ex æquo)            | Viswanathan Anand                               | Michael Adams Nikita Vitiougov Laurent Fressinet Vladimir Kramnik Maxime Vachier-Lagrave | 10      | 9e : Ding Liren 10e : Peter Svidler                         |

#### Tournois fermés disputés à Moscou
Les ouvrages de référence comptent parmi les mémoriaux Alekhine les tournois de Moscou de 1956, 1971 et 1975,.
Certains autres tournois importants disputés à Moscou sont parfois, par erreur, appelés « mémorial Alekhine », par exemple les tournois internationaux du Club central de Moscou organisés en 1959 (victoire de David Bronstein) et 1963 (victoire de Vassily Smyslov) ou le tournoi international de Moscou 1982 remporté par Tal et Vaganian.
William Hartston, dans l'article « Alekhine Memorial » de l'encyclopédie sur les échecs éditée par Harry Golombek en 1978, ajoute aux tournois mémoriaux Alekhine de 1956, 1971 et 1975, le tournoi organisé par la fédération soviétique en mai-juin 1967, tournoi remporté par Leonid Stein devant Bobotsov, Gipslis, Smyslov et Tal. Soltis, dans Soviet Chess, mentionne que le tournoi de 1967 était organisé pour célébrer le cinquantième anniversaire de la révolution russe de 1917.

#### Tournoi de Bled 1961
En septembre 1961, la ville de Bled organisa un grand tournoi international avec vingt participants pour commémorer la victoire de Alexandre Alekhine dans la même ville en 1931. Si la plupart des sources le désignent simplement sous le nom de « Tournoi international de Bled 1961 », ce tournoi est parfois qualifié en anglais de « Alekhine Memorial Tournament »,. Le tournoi, qui incluait six des huit participants du tournoi des candidats de 1959, fut remporté par l'ancien champion du monde Tal devant Fischer et Petrossian et est considéré comme le plus fort de l'année 1961. Il avait été baptisé « Tournoi du siècle », par les organisateurs, qui voulaient éclipser tous les tournois similaires du vingtième siècle, même si les champions du monde Botvinnik, Smyslov et Euwe en avaient décliné leur invitation.

### Open de 1992 (Moscou)
En 1992, le mémorial Alekhine comprenait un tournoi fermé et un tournoi open. Le tournoi fermé avec huit joueurs fut remporté par Guelfand et Anand.
Le tournoi open (système suisse), organisé à Moscou avec 60 joueurs, fut remporté par Sergei Tiviakov devant sept joueurs ex æquo :  2e-8e : V. Epichine, K. Asseïev, J. Ehlvest, V. Malaniouk, G. Serper, M. Novik et A. Anastassian. Kramnik finit à la  9e-15e place.

### Festival de Voronej (tournoi open)
| Année | Vainqueur          | Deuxième(s)       | Troisième           | Quatrième          | Joueurs |
| ----- | ------------------ | ----------------- | ------------------- | ------------------ | ------- |
| 2014  | Pavel Ponkratov    | Alekseï Fiodorov  | Aleksandr Khalifman | Vladislav Artemiev | 120     |
| 2015  | Daniil Lintchevski | Boris Savtchenko  | Adam Toukhaïev      | Vassili Papine     | 130     |
| 2016  | Dmitri Gordievski  | Ivan Rozoum       | Alekseï Fiodorov    | Nikita Matinian    | 124     |
| 2017  | Sergueï Volkov     | Maksim Tchigaïev  | Daniil Lintchevski  | Pavel Ponkratov    | 137     |
| 2018  | Dmitri Kokarev     | Andreï Stoupokine | Dmitri Botcharov    | Nikita Matinian    | 131     |
| 2019  | Boris Savtchenko   | Visakh N. R.      | Nikita Maïorov      | Ivan Rozoum        | 115     |